# Старояппарово
Старояппарово (баш. Иҫке Яппар) — село в Давлекановском районе Республики Башкортостан Российской Федерации. Входит в состав Казангуловского сельсовета.

## География

### Географическое положение
Находится на правом берегу реки Дёмы.
Расстояние до:
- районного центра (Давлеканово): 26 км,
- центра сельсовета (Казангулово): 4 км,
- ближайшей ж/д станции (Давлеканово): 26 км.

## Население
| 2002 | 2009 | 2010 |
| ---- | ---- | ---- |
| 260  | ↘254 | ↘242 |

Согласно переписи 2002 года, преобладающая национальность — башкиры (100 %).